# Женски национален отбор по футбол на България
Женският национален отбор по футбол на България е контролиран от Българския футболен съюз. Отборът играе мачовете си на стадион „Васил Левски“. Отборът не се е класирал за Европейски или Световни първенства. Най-добрите представяния са в последните 3 участия на отбора в квалификациите за Европейските първенства през 1997, 1999 (квалификация и за Световно първенство) и миналата есен, когато играе квалификация в Румъния за ЕП`2009 – Финландия. След победа с 5:0 над Естония, загуба с минималното 0:1 от домакинките на квалификацията Румъния и победа с 3:0 над Азербайджан остава втори в групата.

## Представянето на Българския женски национален отбор

### Световни първенства
- 1991 – Квалификации (4 място от 4 отбора)
- 1995 – Квалификации (2 място от 3 отбора)
- 1999 – Квалификации (2 място от 4 отбора)
- 2003 и 2007 – не участва в квалификации
- 2011 – участва в квалификации, не се класира
- 2015 – участва в квалификации, не се класира
- 2019 – не участва в квалификации
- 2023 – участва в квалификации, не се класира

### Европейски първенства
- 1989 – Квалификации (5 място от 5 отбора)
- 1991 – Квалификации (4 място от 4 отбора)
- 1993 – Квалификации (3 място от 3 отбора)
- 1995 – Квалификации (2 място от 3 отбора)
- 1997 – Квалификации (2 място от 4 отбора)
- 1999 – Квалификации (2 място от 4 отбора)
- 2001 – не участва в квалификации
- 2005 – не участва в квалификации
- 2009 – Квалификации (2 място от 4 отбора)
- 2013 – участва в квалификации, не се класира
- 2017 – не участва в квалификации
- 2022 – не участва в квалификации
- 2025 – не се класира (40 място в УЕФА Лига на нациите за жени)

### Лига на нациите
- 2023/24 – 40-то място
- 2025 –

## Състав
| №  | Име                   | Пост           | Отбор                       |
| -- | --------------------- | -------------- | --------------------------- |
| 1  | Корнелия Найденова    | вратарка       | НСА (София)                 |
| 12 | Станимира Матарова    | вратарка       | НСА (София)                 |
| 23 | Нина Христова         | вратарка       | Гранд хотел „Варна“ (Варна) |
| 2  | Таня Давидова         | защитничка     | НСА (София)                 |
| 3  | Радослава Славчева    | защитничка     | ЕлПи Суперспорт (София)     |
| 4  | Антоанета Панчева     | защитничка     | НСА (София)                 |
| 5  | Женя Стрезова         | защитничка     | НСА (София)                 |
| 13 | Христина Колева       | защитничка     | НСА (София)                 |
| 15 | Елисавета Тодорова    | защитничка     | НСА (София)                 |
| 17 | Любов Барутчийска     | защитничка     | Саарбрюкен                  |
| 18 | Венцислава Босолова   | защитничка     | НСА (София)                 |
| 19 | Тодорка Тодорова      | защитничка     | Болярки (Велико Търново)    |
| 6  | Станислава Цекова     | полузащитничка | НСА (София)                 |
| 8  | Евдокия Раева         | полузащитничка | ЕлПи Суперспорт (София)     |
| 11 | Деяна Петракиева      | полузащитничка | НСА (София)                 |
| 14 | Лили Жекова           | полузащитничка | НСА (София)                 |
| 16 | Валентина Господинова | полузащитничка | НСА (София)                 |
| 20 | Евелина Трайкова      | полузащитничка | НСА (София)                 |
| 7  | Светлана Димитрова    | нападателка    | ЕлПи Суперспорт (София)     |
| 9  | Силвия Радойска       | нападателка    | НСА (София)                 |
| 10 | Адрияна Боянова       | нападателка    | НСА (София)                 |
| 21 | Силвия Станева        | нападателка    | ЕлПи Суперспорт (София)     |
| 22 | Емануела Павлова      | нападателка    | НСА (София)                 |

## Бивши националки
- Таня Стоянова
- Петя Алексиева
- Елена Чолова
- Даниела Керкелова
- Людмила Банова
- Диана Топалова
- Гергана Митрева
- Елена Пеева
- Ирина Спасова
- Диана Първанова
- Радинка Цанкова
- Ани Рангелова
- Иглика Къкринска
- Атанаска Касабова
- Веселина Тапешанова
- Динка Тонева
- Албена Попова
- Мария Халваджиева
- Десислава Дечева
- Магдалена Ганкова
- Моника Михалева
- Бистра Трифонова
- Искра Костова
- Мария Нелова
- Ани Мирчева
- Ралица Вълчева
- Милена Ковачева
- Анелия Станкова
- Стела Кирова